# Les Griffin, le jeu vidéo
Les Griffin, le jeu vidéo (Family Guy Video Game!) est un jeu vidéo d'action-aventure développé par High Voltage Software et édité par 2K Games, sorti en 2006 sur PlayStation 2, Xbox et PlayStation Portable.
Basé sur la série du même nom. Il a pour suite Family Guy: Back to the Multiverse.